# 中原突围
中原突围是1946年第二次国共内战初期的一场战役。其结果是被包围的5万中国共产党的军队成功摆脱了30余万国民政府军的围剿。中国共产党认为是役为第二次国共内战全面爆发的标志。

## 起因
抗日战争期间李先念长期率领新四军在河南、湖北地区从事對日抗战。1944年抗日战争末期，中共领导的八路军王震部359旅主力组成八路军南下支队，南下湖南、广东交界地区，试图开辟华南根据地。1945年9月王震部返回湖北，八路军河南军区王树声部南下，1945年10月24日三部在随县枣阳桐柏唐县4县边界会师，于1945年10月30日经中央批准组成中原军区，辖野战部队2个纵队、3个军区（辖独立旅）及地方团队共约6万之众。军区司令员李先念，政委郑位三。军区控制的地区被中共称为“中原解放区”，是中共的6大解放区之一。
1945年10月20日至11月3日、11月9日至12月17日的两阶段的桐柏战役，消滅國民黨方面9,000余人。牵制了第五战区第41、第47、第55、第15、第10、第69军等6个军的11个师；第六战区之第66、第75、第72、第18、第76军等5个军的13个师。
1945年抗战胜利后，中华民国国军第18军、第66军、第75军诸部在蔣中正的指挥下光复了武汉等多个地区，郑州绥靖公署主任刘峙任总指挥，南有国民政府军事委员会委员长武汉行营主任程潜部，西北方有胡宗南部，在1945年11月将中共中原部队主力4万人包围在宣化店周围方圆不足100公里的狭窄地区。
从1946年1月到6月，双方发生上千次大小冲突，共军的地域逐渐缩小。

## 政治斡旋
共产党方面试图将中原部队安全转移。1946年4月29日，毛泽东致电在南京的周恩来与国民党及美国谈判代表，争取中原部队合法转移。4月30日，毛致电中原部队“应依原计争取合法转移为上策。”
5月1日，周恩来与国民党代表交涉，要求国民政府解除包围以阻止将要发生的内战。5月5日周飞抵武汉交涉。5月6日和国民党及美国代表前往中原部队所在地区。8日抵达宣化店。10日周恩来同国民党、美方代表签订了停止中原战事的《汉口协议》。然而包围并未因此得到解除。6月初，在马歇尔将军调停下，国民党下达六月停战令，停战到6月26日结束。

## 战役准备

### 共产党军队方面
1946年5月2日，毛泽东复电中原部队：“顽进攻时，在原地打几仗，不轻走，以免中敌挑拨之计和自取困难，万不得已向西突围方针甚好。”5月29日毛以中央军委名义指示各军区要“充分准备对付国民党大举进攻”。6月1日，毛泽东电告中原部队：“美蒋态度对我极为恶劣，全面内战不可避免。”“必须准备对付敌人袭击及突围作战。”6月19日毛电告中原部队准备向北突围。6月22日毛要求太行山和山东地区的中共军队南进配合中原部队突围。6月23日，毛泽东命令中原部队“同意立即突围，愈快愈好，不要有任何顾虑，生存第一，胜利第一”。
中共中原军区在此期间进行了突围多项准备，包括复员1万人，转移伤病员近千人，化装转移一大批干部到华北等地。中原突围前有5万兵力。

### 国军方面
1946年6月10日，蔣中正从南京发出密令：要刘峙“严密监视共军活动，待命进攻”。
6月14日，蔣中正电令程潜“（一）出动豫鄂皖边区外围所有部队，对共军严密封锁，分进合击，将中原地区共军全部歼灭；（二）为避免共产党的指责和美方调停人为难，着令武汉行营所属部队，均归郑州绥靖公署指挥出击。” 
6月20日，刘峙向蔣中正上报围剿方案，将平汉路划分为3个“围剿区”。
蒋中正命令国军准备于7月1日发起总攻，务必在24小时内包圍、消滅中原共军。 

## 战役过程
1946年6月25日，中共军队提前发起进攻突围。皮定均第1纵队第1旅7,000余人（“皮旅”，后武警第181师）向东佯动，吸引了大批国军东移。东进的皮定均部7月20日进入江苏、安徽交界的共军根据地。在国民党20余万军队的围追堵截后，7,000人的“皮旅”突围后仍保留5,000人，为中原突围中最完整的建制。
6月26日拂晓，国民党向中原解放区发动全面進攻。中共军队方面少量坚守，一部分东进，主力分南北两支向西突围。
- 北面右路军由李先念、郑位三、王震率中原局、中原军区机关及第2纵队第13旅、第15旅第45团、第359旅和干部旅（含中原军区警卫团）。共1万余人。右路军在7月中脱离包围，经过和胡宗南部交战，7月29日到达陕南，建立豫鄂陕军区。8月29日，王震部359旅南下支队2,000余人返回陕甘宁边区。
- 南面由中原军区副司令员王树声率领的左路军包括第1纵队（欠第1旅）9,000余人、第2纵队之第15旅（欠第45团）4,000余人。王树声率左路军在7月21日突破国军第66师和第15师的最后一道包围圈，进入武当山区，开辟鄂西北游击根据地，1946年9月1日任鄂西北军区司令员兼政委等职。
- 鄂东独立第2旅6,000余人在大别山坚持。
- 江汉军区6,000余人向襄西挺进，相机入川。
- 河南军区2,000余人原定在桐柏山坚持，7月11日随右路军北翼西进。

7月1日共军主力在河南省信阳市南武胜关附近攻击国军整编第66师，突破国军重点防御平汉铁路一线。蒋中正严令刘峙“跟踪追击，务必于7月20日前全歼李先念部。”刘峙调兵西进，为时已晚。
1946年7月19日，李先念率中原突围部队机关和13旅、15旅，在杀出南化塘后，在商南县赵川前坡岭，死守抗击数十倍于的整编第3师第3旅、第20旅第五十八团、五十九团进攻，打退17次进攻，毙敌400余人，掩护中原军区机关和北路军左翼部队从前坡岭东面约3里处的一条山沟通过。新四军牺牲15旅45团团长汪世才以下300余。7月20日，王震率领三五九旅、干部旅在白鲁础核桃坪妖魔洞一带，与阻击的整编第1师1旅1团激战，攻破敌防线，三五九旅第719团团长颜龙斌、政委蒋洪钧与参谋长朱佐夫战斗牺牲。7月21日李先念率部经梁家坟椴树垭时，与整编第90师60旅遭遇，经两个多小时激战，以少胜多将敌击溃。7月22日，李先念率部到达白鲁础，王震率部进驻碾子坪。7月23日中原局在白鲁础召开会议，李先念、郑位三出席会议，依据中央指示，研究在陕南建立根据地事宜。
1946年8月7日，在收到国民党方面给李先念要求派代表赴西安和谈的几封邀请信后，中原突围部队派张文津、吴祖贻、毛楚雄三人为和谈代表，携军调部武汉第九执行小组旗帜、符号及文件，自镇安县杨泗庙出发，在农民向导、镇安县杨泗庙新参军的战士肖善义的带领下，赴西安同国民党胡宗南谈判。他们一行于1946年8月10日遭驻宁陕县东江口镇的国民党胡宗南部一八一团四连连长李清润扣留，并转交团部，张文津等人向该团少校指导员韩清雅亮明和谈代表身份并出示军调部武汉第九执行小组旗帜、符号、证件及国民党方面的和谈邀请信后，韩清雅将情况汇报给该团团长岑运应。岑运应当即通过电报请示胡宗南，胡宗南命一八一团将和谈代表“就地秘密处决”。1946午8月10日晚，李清润奉岑运应之命，将三位和谈代表及向导肖善义在宁陕县东江口镇城隍庙旬河旁秘密活埋处决。
1947年3月国军胡宗南部进攻共产党军队总部延安时，中原部队在外线各地进行游击作战的有1万人左右。这些部队牵制了国民政府军的作战。

## 影响
中原突围为共军保护了一股重要的力量，同时中原部队吸引了大量国军，分散了其他根据地的压力。对国共内战全局有深远影响。毛泽东1949年3月13日在中共七届二中全会上说：“五师的转移（中原军区主体部队为新四军五师，故名）基本上是正确的，说是路线错误的意见，是不对的。大水首先冲到他们。这支队伍，对华北、华中战场起到了钳制作用，其意义甚大。当然在群众工作与战争方式上，如果做得更好，形势可能是不同的。这与中央未抓紧也有关系。”中共将领陈毅曾说：“没有中原突围，就没有华东战场的七捷。”
中国共产党认为此役为第二次国共内战全面爆发的标志。并牵制了程潜所属13个旅、刘峙所属13个旅、胡宗南所属6个旅、重庆行营所属5个旅，桂系2个旅，共计39个旅，其中除了一个旅（53旅）入晋，6个旅守备洛阳、潼关、西安线以外，全部用于进攻突围中的中原军区部队。以上均为正规军，不含地方保安部队。

## 相关人物的后续发展
共产党方面，
- 皮定均：因为中原突围战功，1949年，中华人民共和国成立，1955年被授予中国人民解放军中将军衔。
- 对“中原突围”时复员、隐蔽和掉队人员的参加革命工作时间问题，1981年7月中央组织部《关于转发湖北省委组织部、省民政局党组〈关于处理中原突围时复员、隐蔽和掉队人员的历史遗留问题的意见〉通知》（中组发［1981］16号）规定：
  - 突围时离队有正当理由，离队期间政治上无问题，积极归队的，其参加革命工作时间，从第一次参加革命工作之日算起。
  - 离队期间有政治错误或自首行为，情节轻的，只要积极归队，一般可从第一次参加革命工作之日算起；自首情节严重，如有攻击党的言论或自动向敌人投案自首等，从归队之日算重新参加革命工作。
  - 开小差离队或有投敌叛变行为，后又参加革命工作的从第二次参加革命工作之日算起

国民党方面，
- 蔣中正以整编第15师师长武廷麟、第66师师长宋瑞珂作战不力，饬令查办。